# セブパシフィック航空387便墜落事故
セブパシフィック航空387便墜落事故は、1998年2月2日にフィリピンで発生した航空事故である。ニノイ・アキノ国際空港からランビア空港へ向かっていたセブパシフィック航空387便（マクドネル・ダグラス DC-9-32）が降下中に北ミンダナオ地方東ミサミス州ヒンゴオグのスーマガヤ山に墜落した。乗員乗客104人全員が死亡した。

## 飛行の詳細

### 事故機
事故機のマクドネル・ダグラス DC-9-32（RP-C1507）は1967年に製造され、同年9月にエア・カナダに納入された。1997年3月からセブパシフィック航空の機材となっており、総飛行時間は73,784時間だった。

### 乗員乗客
| 国籍           | 乗客 | 乗員 | 計  |
| -------------- | ---- | ---- | --- |
| フィリピン     | 94   | 5    | 99  |
| オーストラリア | 1    | 0    | 1   |
| オーストリア   | 1    | 0    | 1   |
| カナダ         | 1    | 0    | 1   |
| 日本           | 1    | 0    | 1   |
| スイス         | 1    | 0    | 1   |
| 合計           | 99   | 5    | 104 |

387便には乗員5人と乗客99人が搭乗していた。乗員乗客の多くはフィリピン人で、うち5人は子供だった。

## 事故の経緯

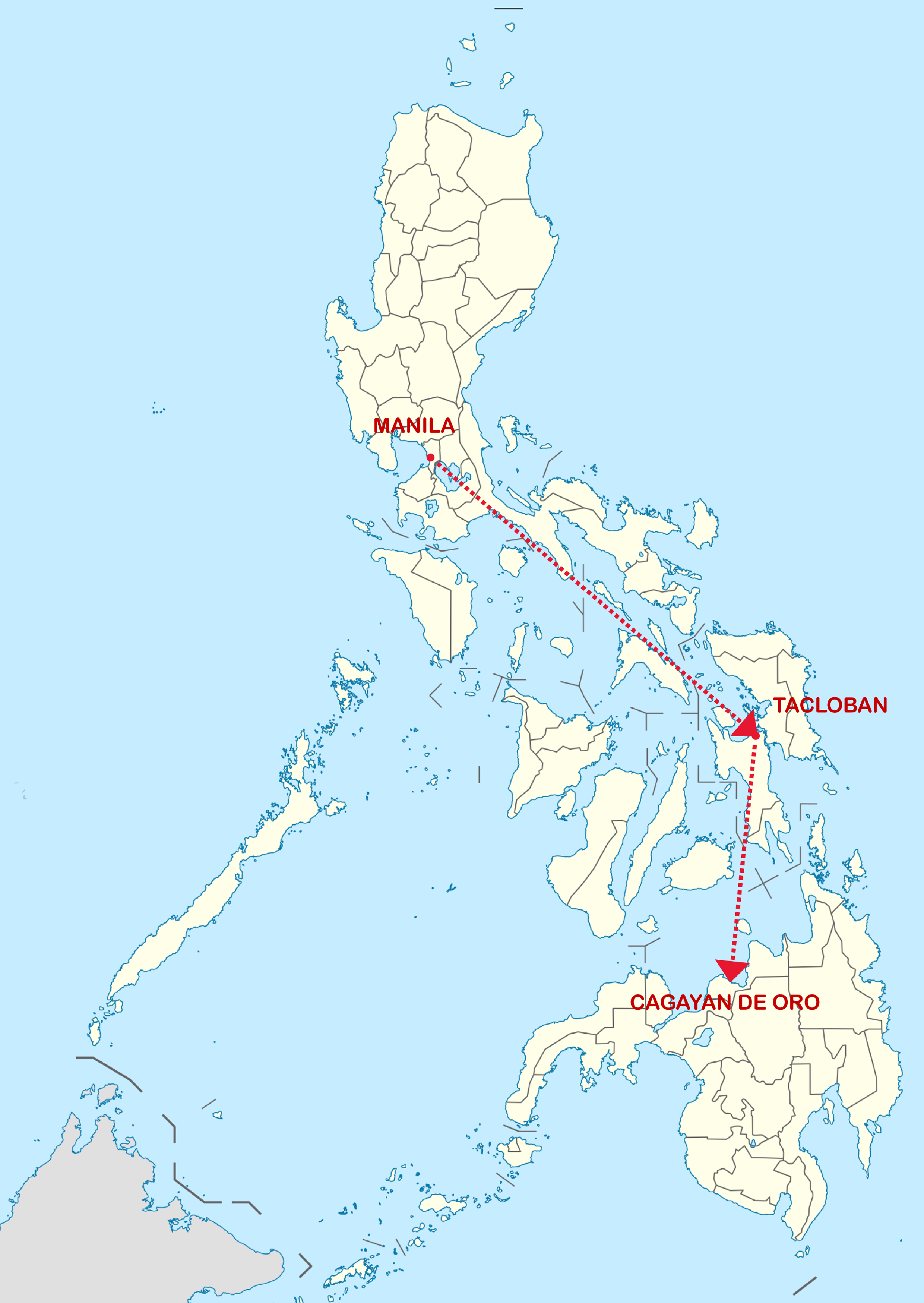
387便の飛行経路

387便はGMT1時00分にマニラを離陸し、3時03分にカガヤン・デ・オロに到着する予定だった。2時20分、387便は経由地のタクロバンに着陸した。一部のメディアは、タクロバンへの着陸は航空機のタイヤを輸送するための予定外の寄航だったと報道している。9分後に387便はタクロバンを離陸し最後の交信はカガヤン・デ・オロ着陸予定時刻の15分前に行われており、パイロットは11,500フィート (3,500 m)を降下中で空港から68kmの地点を飛行していると伝えた。3時00分、387便は空港から45km地点に墜落し、乗員乗客全員が死亡した。

## 事故調査
墜落原因はフィリピンで論争の的となった。墜落時、387便は有視界飛行を行っていた。空港付近は晴れていたが、スーマガヤ山付近は雲で覆われていた可能性があった。クレメンテマリアーノ参謀総長は、387便が下降気流に巻き込まれ、山に激突した可能性があると述べた。ジーザス・ドゥレザはフィリピン民間航空局の発行するチャートに記載されていたスーマガヤ山の標高が誤っていたことを発見した。チャートには5,000フィート (1,500 m)と記載されていたが、実際の標高は6,000フィート (1,800 m)だった。一方で、民間航空局は報告書でパイロットの訓練不足を指摘した。